# Carlemanniaceae
Carlemanniaceae je čeleď vyšších dvouděložných rostlin z řádu hluchavkotvaré (Lamiales). Zahrnuje 5 druhů bylin a keřů se vstřícnými listy a 4 nebo 5četnými, téměř pravidelnými květy. Jsou rozšířeny pouze v Asii od podhůří Himálají po severní Vietnam a sv. Sumatru. V přírodě jsou nalézány vzácně.

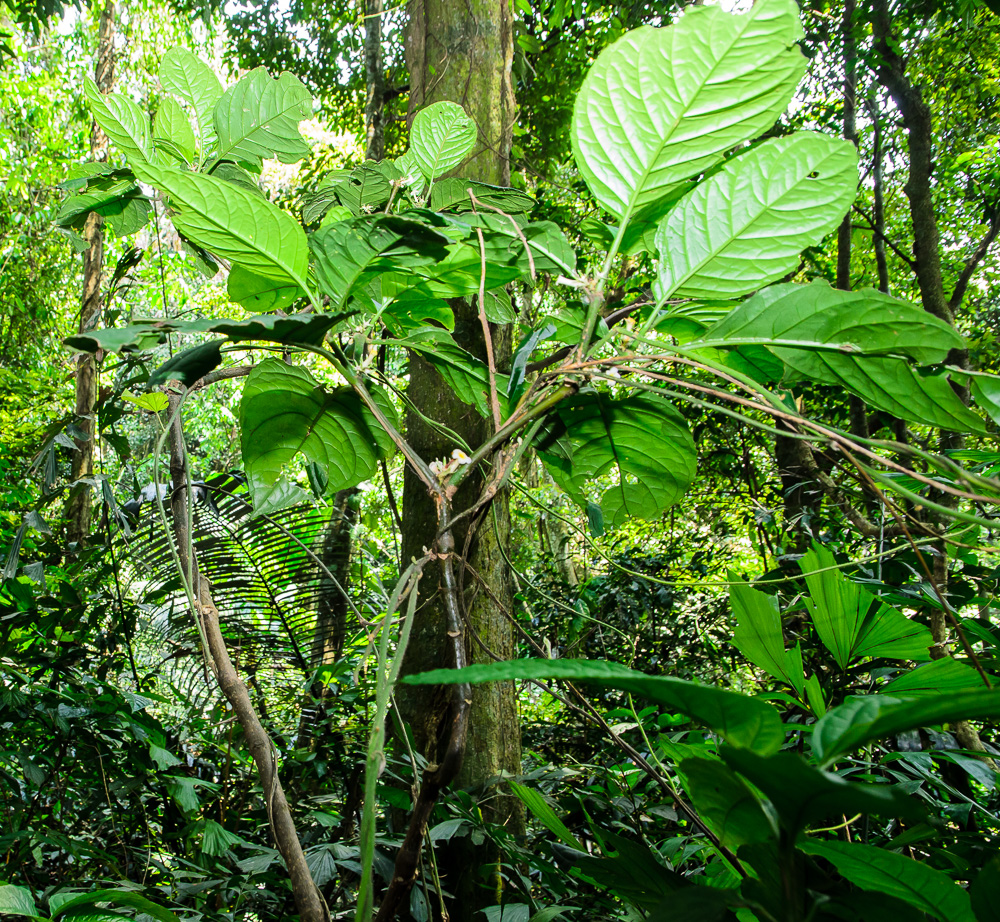
Silvianthus bracteatus

## Popis
Carlemanniaceae jsou vytrvalé byliny, keře a polokeře dorůstající výšky do 2 metrů. Listy jsou jednoduché, vstřícné, řapíkaté, víceméně asymetrické, na okraji zubaté nebo vroubkovaně pilovité, bez palistů. Rostliny jsou často poněkud dužnaté.
Květy jsou čtyřčetné nebo pětičetné, oboupohlavné, poněkud dvoustranně souměrné, uspořádané v úžlabních nebo terminálních vrcholících nebo chocholících. Kališní i korunní lístky jsou srostlé. Kalich je 4 nebo 5cípý, kališní trubka je přirostlá k semeníku. Tyčinky jsou 2, s krátkými nitkami, přirostlé asi v polovině korunní trubky. V květech je přítomen nektáriový disk. Semeník je spodní, srostlý ze 2 plodolistů, se 2 pouzdry s mnoha vajíčky. Placentace je bazální až axilární. Plodem je mnohasemenná tobolka.

## Rozšíření
Čeleď zahrnuje pouze 5 druhů ve 2 rodech. Je rozšířena podél jižního podhůří Himálají od Sikkimu na východ a přes jižní Čínu (Yun-nan) až po severní Vietnam. Druh Carlemannia tetragona byl nalezen i na severovýchodní Sumatře. Oblast rozšíření rodu Carlemannia se víceméně překrývá s rozšířením čeledi, areál rodu Silvianthus je poněkud menší a sahá od indického Assamu po severní Vietnam.
Zástupci čeledi jsou v přírodě nalézáni poměrně vzácně. Rostou ve vlhkých montánních lesích a podél vodních toků v nadmořských výškách od 650 do 1600 metrů.

## Taxonomie
Pozice obou rodů čeledi Carlemanniaceae v taxonomickém systému byla dlouho nejistá. Nejčastěji byly řazeny do čeledí Caprifoliaceae nebo Rubiaceae či do jejich blízkosti.
Tachtadžjan řadil čeleď Carlemanniaceae do řádu mořenotvaré (Rubiales), Cronquist řadil oba rody do čeledi zimolezovité (Caprifoliaceae).
Čeleď Carlemanniaceae je podle fylogenetických kladogramů sesterskou větví čeledi olivovníkovité (Oleaceae) a je jednou z bazálních skupin řádu hluchavkotvaré (Lamiales).

## Přehled rodů
Carlemannia, Silvianthus